# 松平穆堂
松平 穆堂（まつだいら ぼくどう、1884年（明治17年）10月22日 - 1962年（昭和37年）10月15日）は、日本の書家。以文会（現・致道博物館）理事、松平武右衛門家10代当主。黒崎研堂門下では吉田苞竹と双璧をなした。

## 来歴
1884年（明治17年）10月22日、塚原権平の子として、山形県東田川郡松ヶ岡（現・鶴岡市羽黒町）に生まれる。松平武右衛門家9代当主・松平久彰の養子となる。その後、黒崎研堂の門下生となり、書と詩を学ぶ。
1907年（明治40年）山形師範学校を卒業し、最上郡鮭川村小学校に勤務。1908年（明治41年）教員試験に合格し中等教員習字科の免許を取得する。1912年（明治45年）酒田高等女学校（現・山形県立酒田西高等学校）教諭。1916年（大正5年）書道の修行のため同女学校を辞職して、中華民国青島市に渡る。現地では青島日本高等女学校に勤務した。
1928年（昭和3年） 日本に帰国して鶴岡高等女学校（現・山形県立鶴岡北高等学校）に勤務。1934年（昭和9年）鶴城書道会を設立して会長に就任。1939年（昭和14年）宮内省・図書寮嘱託職員就任。1942年（昭和17年）鶴岡高等女学校に再び勤務。書道館で門下生の指導にあたる。
1950年（昭和25年）6月、以文会（現・致道博物館）が設立され理事に就任。1962年（昭和37年）3月 同書道会会長を退任する。後任に酒井忠悌が就く。同年10月15日死去。享年78。鶴岡の大督寺に墓がある。

## 出版物
- 1975年（昭和50年） - 『烏丸帖』 荘内日報社
- 1978年（昭和53年） - 『三体千字文』 荘内日報社
- 1990年（平成2年） - 『四時佳興 - 黒崎研堂・松平穆堂・吉田苞竹詩選 - 』 致道博物館

## 主な門下生
- 酒井忠明 - 旧庄内藩主酒井家17代当主、致道博物館名誉館長
- 酒井忠治 - 旧庄内藩主酒井家分家当主、鶴岡書道会顧問
- 酒井忠一 - 旧庄内藩主酒井家分家当主、致道博物館第2代館長。

## 家族親族
- 曾祖父：大山北李 - 庄内藩士、絵師、葛飾北斎の弟子
- 伯祖父：大山庄太夫 - 庄内藩士、留守居役
- 祖父：服部和助
- 父：塚原権平
- 母：塚原清 - 服部和助 三女
- 養父：松平久彰 - 庄内藩家老・松平武右衛門家9代当主
- 養子：松平琢郎 - 酒田本間氏、松平孔版（印刷屋）経営者
- 従兄弟：服部五老 - 南画家
- 従兄弟：黒羽根秀雄 - 海軍大佐、防護巡洋艦「対馬」艦長
- 従甥：服部二柳 - 南画家
- 従甥：齋藤真成 - 真正極楽寺（真如堂）第53世貫主、洋画家、元・京都教育大学教授
- 従甥：黒羽根忠雄 - 医学博士、医師
- 従姪孫：黒羽根洋司 - 整形外科医師、エッセイスト